# Horodnîțea, Horodenka
Horodnîțea (în ucraineană Городниця) este localitatea de reședință a comunei Horodnîțea din raionul Horodenka, regiunea Ivano-Frankivsk, Ucraina.

## Demografie
Componența lingvistică a localității Horodnîțea
     Ucraineană (99,37%)
     Alte limbi (0,54%)
Conform recensământului din 2001, majoritatea populației localității Horodnîțea era vorbitoare de ucraineană (99,37%), existând în minoritate și vorbitori de alte limbi.